# Villequier-Aumont
Villequier-Aumont település Franciaországban, Aisne megyében. Lakosainak száma 675 fő (2022. január 1.). Villequier-Aumont Caumont, Chauny, Flavy-le-Martel, Frières-Faillouël, La Neuville-en-Beine, Ugny-le-Gay és Viry-Noureuil községekkel határos.

## Népesség
A település népessége az elmúlt években az alábbi módon változott:
| Lakosok száma | 503  | 600  | 603  | 591  | 636  | 629  | 646  | 656  | 661  | 675  |
|               | 1968 | 1982 | 1990 | 2006 | 2013 | 2015 | 2017 | 2019 | 2020 | 2022 |